# Pirata indigenus
Pirata indigenus är en spindelart som beskrevs av Wallace och Harriet Exline 1978. Pirata indigenus ingår i släktet Pirata och familjen vargspindlar. Inga underarter finns listade i Catalogue of Life.